# Обровац (Хорватия)
Обровац (хорв. Obrovac) — город в Хорватии в жупании Задарска. На 2011 год площадь города составила — 509км², население же составляло 996 человек и 4.323 человек по всей общине.

## География
Город расположен в 40 километрах к северо-востоку от Задара. Находится в каньоне реки Зрманья примерно в 12 километрах от места её впадения в Новиградско-Море (залив Адриатического моря). На холме над городом находятся руины средневековой крепости.

## История
Впервые был упомянут в 1337 году. С 1527 по 1687 год был в руках Османской империи. В октябре 1683 года население венецианской далмации, в основном ускоки, взялись за оружие и вместе с низшим классом османских приграничных регионов восстали, захватив Скрадин, Горный Карин, Врану, Бенковац и Обровац. В 1687 году Стоян Янкович, лидер морлахов, вытеснил османов из региона.
С 1991 года в составе независимой Хорватии. В 2009 году в этом районе было обнаружено массовое захоронение времен Второй мировой войны.

## Население
Исторически большинство населения Оброваца составляли сербы.  В 1991 году 75 % — сербы, 17 % — хорваты. После операции «Буря» в 1995 году большая часть сербского населения покинула город, их место заняли хорватские беженцы из Боснии. По данным 2001 года 84 % жителей Обровца были хорватами, 13 % — сербами. По данным переписи населения 2011 года население города составляло — 996 человек, население общины составило 4.323 человек.

## Известные личности
- Янко Митровиц — командир армии Морлахов.

- Стоян Янкович — командир армии Морлахов.
- Симеон Кончаревич — сербский православный епископ Далмации и Албании.
- Герасим Зелич — сербский православный архимандрит.